# Madison (Mississippi)
Madison is een plaats (city) in de Amerikaanse staat Mississippi, en valt bestuurlijk gezien onder Madison County.

## Demografie
Bij de volkstelling in 2000 werd het aantal inwoners vastgesteld op 14.692.
In 2006 is het aantal inwoners door het United States Census Bureau geschat op 17.191, een stijging van 2499 (17.0%).

## Geografie
Volgens het United States Census Bureau beslaat de plaats een oppervlakte van
35,5 km², waarvan 34,9 km² land en 0,6 km² water. Madison ligt op ongeveer 209 m boven zeeniveau.

## Plaatsen in de nabije omgeving
De onderstaande figuur toont nabijgelegen plaatsen in een straal van 24 km rond Madison.